# Gensei-Ryu
Le Gensei-Ryu est une version du karaté apparue au Japon au milieu du XXe siècle.

## Les origines du Gensei-Ryu
Ce style a été fondé au Japon vers la fin des années 1940, par Maître Seiken Shukumine (1925-2001), qui est né à Nago le 9 décembre 1925. C'est à l’âge de huit ans que Maître Shukumine commence à pratiquer le karaté dans son Okinawa natal, et sous la direction tout d'abord de Maître Anko Sadoyama (1890-?), puis de Maître Soko Kishimoto (1862-1945).
Le Gensei-ryu présente des similitudes avec le Shotokan, mais il s'en différencie en deux points importants : il réalise ses déplacements non sur le talon, mais essentiellement sur le "koshi" (mouvement partant de la hanche). Et les techniques de bras sont moins en "solidité" :  on trouve par exemple un travail à base de coups "fouettés".
Quant au style Shito-Ryu, il s'en différencie fondamentalement par ses postures : celles du Gensei-Ryu sont beaucoup plus basses.

## Histoire de la filiation du karaté Gensei Ryu

### Sokon Matsumura
Le karaté Gensei Ryu trouve ses racines dans un karaté d'Okinawa appelé le Shuri-te. Le Shuri-te a été fondé par Sokon Matsumura (1809-1901). La plupart des karatés modernes ont un lien plus ou moins étroit avec Matsumura. Matsumura a enseigné à des personnes aussi célèbres qu'Itosu, Kyan, Asato et Funakoshi. Funakoshi a introduit le karaté au Japon au début des années 1920. 
Sokon Matsumura a été élevé dans une famille noble de Shizoku. Cette famille était originaire de la ville d'Yamaga (île d'Okinawa). Devenu adulte, il a travaillé comme garde du corps pour les trois derniers régents des îles Ryūkyū, un groupe d'îles au sud du Japon, dont la plus grande est Okinawa.
Durant sa vie, Matsumura a été deux fois en Chine pour y apprendre les arts martiaux chinois.

### Soko Kishimoto
Takemura a fait la connaissance de la famille Kishimoto dont, entre autres, Soko Kishimoto (1862-1945) qui est devenu le disciple de Takemura. Déjà jeune, Kishimoto avait du caractère et la volonté d'apprendre l'Okinawa-te (nom initial du karaté d'Okinawa). Outre l'Okinawa-te, il a aussi appris le Kobudo (entraînement avec armes); et en particulier le Sai (trident court) et le Bô (baton long). 
Kishimoto eut seulement huit étudiants durant toute sa vie, dont Seiken Shukumine, et est mort en 1945, pendant la bataille d'Okinawa.

### Seiken Shukumine
Seiken Shukumine est né en 1925 à Okinawa au Japon. Il a commencé à se former au karaté dès son enfance, sous la surveillance d'Anko Sadoyama. À 14 ans, il est devenu l'élève de Soko Kishimoto et l'est resté jusqu'à la mort de ce dernier. 
Pendant la deuxième guerre mondiale, Shukumine a rejoint la division marine des corps japonais de kamikazes. Il a été formé comme pilote de "Kôryû" (sous-marin de poche). Il a survécu à la guerre, mais a retrouvé son maître mort et Okinawa anéanti par les bombes. À la suite de cela, il s'est retiré sur une île déserte et a commencé à mettre au point son karaté. 

Celle-ci est une combinaison de techniques classiques pour former une version améliorée de l'Okinawa-te qu'il avait appris de Sadoyama et de Kishimoto. 
En 1949, Shukumine a fait une démonstration publique de son karaté, pour la première fois, dans la ville d'Ito (Shizuoka-ken, Japon). 
En 1953, Shukumine est instructeur des troupes de la base militaire de Tachikawa. 
Au cours des années 1950, Shukumine a diffusé son karaté dans tout le Japon et il a appelé son style "Gensei-Ryu" (玄制流　玄Gen=univers, raison, sérénité ; 制Sei=règle, ordre, domination ; 流Ryu=école, style).
En 1964, Shukumine publie un livre : "Shin Karatedo Kyohan", qui décrit les techniques et la tactique du karaté Gensei Ryu. En même temps, Shukumine a fait évoluer son karaté Gensei Ryu vers une nouvelle école : le Taido. 
En 1978, Il publie son deuxième ouvrage sur le karaté: "Karatedo tanren sankagetsu".
Dans les années 1960, le karaté Gensei Ryu a essaimé au-delà du Japon, aux États-Unis, en Amérique du Sud, en Inde, en Afrique et en Europe. 

## Le Gensei-Ryu en Europe
Le représentant du style Gensei-Ryu pour l'Europe est le très honorable Sensei Isamu Fujita, 9ème Dan, demeurant à Valence, en Espagne.

Le représentant pour la France est le très honorable Sensei Ao Chhouny, 7ème Dan, qui officie au dojo de Pélussin. 

### Chhouny AO
Chhouny AO est né en 1954 à Phnom Penh au Cambodge. Il commence la pratique du karaté Gensei Ruy en 1968 au stade olympique, sous la direction du maitre Japonais Kenichi Numadate, au sein de la fédération Cambodgienne de Karaté.  
2ème Dan en 1974, Maitre AO a du fuir son pays natal en guerre et se réfugie en France en 1975.  
Le Gensei Ruy n'étant pas implanté en France, il intègre plusieurs structures/clubs de karaté dans les Pays de Loire puis dans le Sud Ouest (1975-1983), où il y développe la notoriété de sa discipline. 
En 1983, il ouvre son premier club dédié au Gensei Ruy dans le Cher sur la commune de Nérondes. L'originalité de ce style va pousser plusieurs clubs de karaté à se tourner vers Maitre AO et le Gensei Ryu pour remplacer leur pratique historique (Saint Amand Montrond, Vierzon, Ainay le Chateau....). 
Pour des raisons professionnelles, Maitre AO étant arboriculteur, il quitte la région centre pour s'installer dans la région Lyonnaise. Ayant formé plusieurs ceintures noires, ceux-ci ont pu prendre son relai afin de poursuivre le développement du Gensei Ruy en France.  
Dès 1993, le club de karaté Gensei Ryu de Pélussin (42) voit le jour. De nombreux élèves issus de ce club ont depuis obtenu des titres régionaux, nationaux et internationaux.  
Maitre AO continue d'oeuvrer au développement et à la reconnaissance de son école. Au niveau international, plusieurs Katas Gensei Ryu ont été reconnus au sein de la WKF (World Karaté Fédération) en 2017.  